# Варанды-Корт
Варанды-Корт (чечен. Варандойн лам — «гора Варандойцев») — горная вершина в России. Находится Шатойском районе Чечни.
Высота составляет 1125,8 метров над уровнем моря.
Гора находится в системе горного хребта Варандой-Дук (чеч. Варандой хребет) Большого Кавказа на левобережье реки Аргун, на котором, собственно, были расположены два села — Большие и Малые Варанды. Большие Варанды находятся на юго-западном склоне горы Варанды-Корт. Малые Варанды, находившиеся севернее горы, в 1989 году после селя были переселены в новое село Лаха-Варанды ниже по течению Аргуна.

## Этимология
В переводе название горы означает — гора тайпа Варандой.